# Jesús el Just
|  | Per a altres significats, vegeu «Jesús (desambiguació)». |

Jesús el Just (en grec Ιησούς χω λεγόμενος Ιουστος Iesous ho legomenos Ioustos) és un de diversos cristians jueus de l'església a Roma esmentats per l'apòstol Pau en les salutacions al final de Colossencs
| « | Us saluda Aristarc, el meu company de presó, i Marc, cosí de Bernabé: ja us han recomanat que l'acolliu bé quan vingui. Us saluda també Jesús, l'anomenat Just. Entre els jueus, aquests són els únics col·laboradors meus en la causa del Regne de Déu; per a mi han estat un consol. ［Col 4:10-11］ | » |

Generalment es pensa que Pau va escriure Colossencs mentre estava a la presó a Roma, probablement durant l'any 50. La resta de persones que cita Pau són Aristarc i Marc, cosí de Bernabé.
El nom de Jesús no era rar en l'època de Jesús de Natzaret, ja que era una forma del nom de l'Antic Testament Josuè (Yeshua ישוע). El nom extra "Just" probablement se li afegí per distingir-lo del seu Mestre, Jesucrist.
Jesús el Just no és mencionat en un passatge similar a Filèmon, mentre que Aristarc, Èpafres i Marc són esmentats novament de manera explícita per part de Pau.
| « | Et saluden Èpafres, company meu de presó en Jesucrist, Marc, Aristarc, Demes i Lluc, els meus col·laboradors. ［Flm 1:23-24］ | » |